# Villino Galeotti-Flori
Il villino Galeotti-Flori, poi Toccafondi, si trova in via XX Settembre 72 a Firenze. L'edificio sorge all'inizio del quartiere Statuto nei pressi della Fortezza da Basso e non lontano da piazza della Libertà, in una zona a carattere prevalentemente residenziale, sorta a cavallo tra Ottocento e Novecento lungo il torrente Mugnone.

## Storia
Il permesso di costruzione del villino di proprietà del marchese Alberto Galeotti Flori venne rilasciato dal Comune di Firenze in data 11 maggio 1914. Fu realizzato su progetto dell'architetto Giovanni Michelazzi, la cui firma è apposta in facciata, e venne terminato nel 1915. Le ringhiere in ferro battuto furono realizzate dalle Officine Michelucci di Pistoia.
Dopo il 1945 l'edificio passò di proprietà di Dino Toccafondi e, a causa dei gravi danni subiti durante il conflitto bellico, venne ristrutturato totalmente, con alcune variazioni interne rispetto all'impianto originario.
La facciata, che stando alle testimonianze dei proprietari aveva conservato una certa integrità perdendo soltanto alcune decorazioni a mosaico, forse opera di Galileo Chini, venne restaurata fedelmente.

## Descrizione

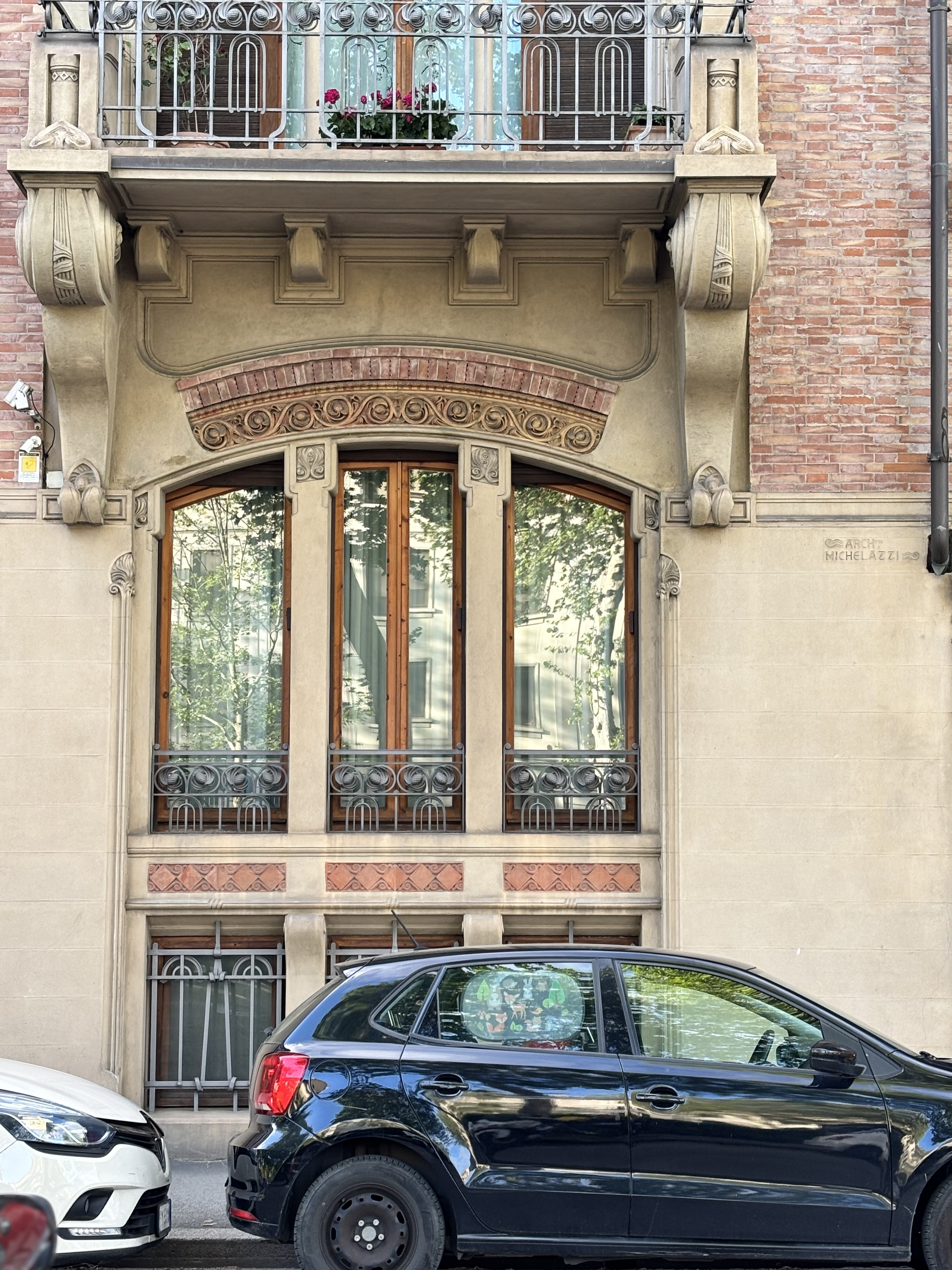
L'ampia finestra al piano terra

Di impianto regolare, si eleva su due piani e si conclude con una gronda molto sporgente, sostenuta da coppie di mensolotti in legno. Il fronte, di dimensioni assai esigue, presenta due ingressi, di accesso rispettivamente all'abitazione e al seminterrato. Il trattamento di facciata passa da un rivestimento in pietra artificiale a fasce orizzontali fino all'altezza dell'architrave del portoncino d'ingresso, ad una tessitura in laterizio a vista, sulla quale risalta la finta pietra forte (in realtà conglomerato cementizio) usata per evidenziare i settori di collegamento tra le aperture del pian terreno e quelle del primo piano, i mensoloni a riccio di sostegno del balcone, le spesse incorniciature semicircolari delle due porte-finestre del primo piano.
All'estremità destra del fronte, immediatamente sotto la cornice di sutura tra la parte basamentale e il settore superiore, è posta l'iscrizione con la firma dell'architetto Michelazzi.
Escludendo il portoncino di accesso al seminterrato, aperto successivamente a filo di parete, tutte le aperture sono incassate nello spessore della facciata e fiancheggiate da esili scanalature terminanti a foglia incise sugli spigoli delle aperture stesse.
A pian terreno, sulla destra del portone di ingresso, si apre un grande finestrone con arco a sesto ribassato, tripartito in senso verticale da due pilastrini e bipartito orizzontalmente da una travatura che segna il livello del solaio, decorata con inserti in laterizio.
Le tre bucature inferiori, che danno luce al seminterrato, sono chiuse da grate in ferro battuto a disegno geometrico.
In virtù del continuum compositivo proprio dell'architettura del Michelazzi, ambedue le aperture del pian terreno sono direttamente collegate a quelle del primo piano tramite settori in finta pietra nei quali spiccano gli inserti decorativi in laterizio, con rose stilizzate, piccola cornice e mattoncini posti a taglio. Piuttosto greve risulta la modellazione dei mensoloni di sostegno del balcone di destra del primo piano, su cui si apre la grande porta-finestra a trifora, con colonnette e capitelli di sapore neoromanico.
Nella lunetta superiore, delimitata da una spessa ghiera a finti conci di pietra, torna la tessitura di mattoni a vista, in sostituzione, secondo la testimonianza dei proprietari, di un inserto a mosaico, probabilmente opera del Chini, distrutto durante la guerra.
Un'incorniciatura molto spessa contorna anche l'altro piccolo balcone del primo piano, posto in asse con il portone d'ingresso e sostenuto da tre brevi mensole in finta pietra.
Le ringhiere, il soprapporta, il piccolo davanzale della finestra a pian terreno sono in ferro battuto, di pregevole disegno a rose stilizzate e motivi geometrici.

### Interno
All'interno l'abitazione si compone di un pian terreno rialzato di otto gradini dall'ingresso sulla strada e di un primo piano collegati dalla scala interna originale, rivestita di graniglia di cemento e chiusa da un ampio lucernario.
La scaletta interna di comunicazione con il seminterrato, dove in origine erano ospitati i servizi e la cucina, è stata chiusa in tempi recenti per ricavarvi un ripostiglio, sulla sinistra della scala principale.
Il pian terreno consta di tre grandi ambienti di soggiorno comunicanti fra loro, illuminati dalle due aperture opposte del finestrone tripartito su via XX Settembre e della finestra rettangolare sulla facciata posteriore. La lanterna a vetri colorati del soffitto, che prendendo luce da una "corte pensile" illuminava il vano principale, è stata rovinata durante la guerra e quindi chiusa da un solaio in muratura.
Sono ancora in loco le pavimentazioni originali, a parquet a piccoli riquadri nei primi due vani e in graniglia di cemento nel terzo. Il settore di fondo del pian terreno, in parte mutato rispetto alla disposizione originaria, ospita la cucina ed un piccolo soggiorno e comunica con la scala esterna che consente la discesa al giardino posteriore.
Il primo piano si compone di quattro stanze più due bagni ed un bagnetto di servizio. Rispetto alla disposizione originale le uniche variazioni hanno riguardato la camera di fondo, ridotta per ricavare un secondo bagno, e il volume della "corte pensile" - su cui si apriva la lanterna a vetri del soggiorno sottostante - chiusa ed utilizzata come guardaroba.
Sulla facciata posteriore, che presenta un avanzamento del settore di sinistra, il fabbricato si eleva per tre piani fuori terra, senza elementi di rilievo nell'impaginazione compositiva.

## Fortuna critica
Risalente all'ultima produzione michelazziana e ancora condotta "ad un livello tecnologicamente eccellente" (Dezzi Bardeschi 1981), l'opera presenta "sintomi di un processo involutivo" (Cresti 1970) per le allusioni neo-medievali evidenti in facciata - spiegabili forse come adeguamento alle richieste della committenza - che alludono al formulario liberty ma che nello stesso tempo "dimostrano l'incrinatura del rigore stilistico e il ricorso a modelli storicistici contraddittori del significato stesso del Liberty" (Cresti 1978).